# منتزعة الكبريت السنغافورينية
منتزعة الكبريت السنغافورينية (الاسم العلمي: Desulfovibrio singaporenus) هي نوع من البكتيريا، سلبية الغرام، تتبع جنس منتزعة الكبريت.